# Тимелія-темнодзьоб рудогуза
Тиме́лія-темнодзьо́б рудогуза (Stachyris maculata) — вид горобцеподібних птахів родини тимелієвих (Timaliidae). Мешкає в Південно-Східній Азії.

## Підвиди
Виділяють три підвиди:
- S. m. maculata (Temminck, 1836) — Малайський півострів, Суматра, Калімантан і острови Ріау;
- S. m. banjakensis Richmond, 1902 — острови Баньяк[en];
- S. m. hypopyrrha Oberholser, 1912 — острови Бату[en].

## Поширення і екологія
Рудогузі тимелії-темнодзьоби мешкають на Малайському півострові, Суматрі, Калімантані та на сусідніх островах. Вони живуть у вологих рівнинних тропічних лісах, заболочених лісах і чагарникових заростях. Зустрічаються на висоті до 800 м над рівнем моря, зграйками до 18 птахів. Живляться безхребетними. Сезон розмноження триває з березня по вересень. Гніздо кулеподібне. В кладці 3 яйця.

## Збереження
МСОП класифікує стан збереження цього виду як близький до загрозливого. Рудогузим тимеліям-темнодзьобам загрожує знищення природного середовища.